# Dryopteris separabilis
Dryopteris separabilis är en träjonväxtart som beskrevs av Small. Dryopteris separabilis ingår i släktet Dryopteris och familjen Dryopteridaceae. Inga underarter finns listade.